# Florian Gschwandtner

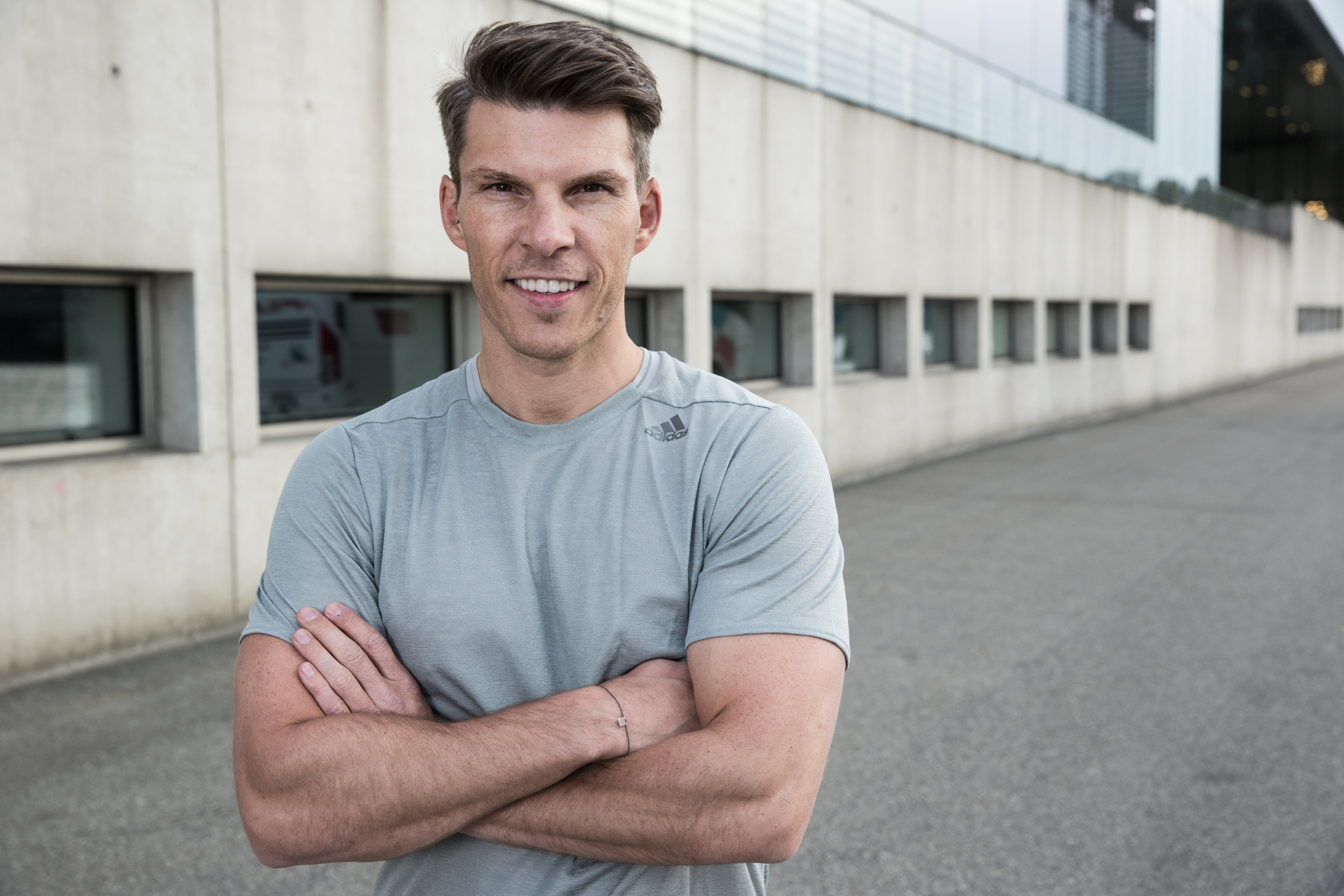
Florian Gschwandtner (2016)

Florian Gschwandtner (* 29. Jänner 1983 in Steyr) ist ein österreichischer Unternehmer und Investor. Er war Geschäftsführer des von ihm gegründeten Unternehmens Runtastic, das im August 2015 von der adidas-Gruppe übernommen wurde.

## Leben
Gschwandtner wuchs gemeinsam mit einem älteren Bruder und einer jüngeren Schwester in Strengberg in Niederösterreich auf dem elterlichen Bauernhof auf. Die Eltern sind Landwirte. Auf ihren Wunsch hin besuchte er die Höhere Lehranstalt für landwirtschaftliche Berufe in Wieselburg, die er mit der Matura abschloss. Anschließend studierte er an der Fachhochschule Hagenberg mit Fokus auf Mobile Computing (Abschluss 2008) und Supply Chain Management an der FH Steyr. Nach wechselnden Jobs in verschiedenen Betrieben trat Gschwandtner im Jahr 2009 bei der Softwarefirma NTS seine erste Vollzeitstelle an, die er jedoch bald wieder aufgab.

## Runtastic
Im Oktober 2009 gründete Gschwandtner mit seinen drei Kollegen Christian Kaar, Alfred Luger und René Giretzlehner und einem weiteren Mitarbeiter das Health- und Fitnessunternehmen Runtastic. Das Projekt wurde anfangs durch die Einnahmen der Entwicklung von Apps und anderen Produkten für österreichische Telekom-Unternehmen finanziert. Im August 2015 wurde Runtastic für 220 Millionen Euro von der Adidas-Gruppe erworben.
Mittlerweile beschäftigt Runtastic mehr als 190 Personen an den Standorten Linz, Wien, Salzburg und San Francisco. Gschwandtner blieb auch nach der Übernahme durch Adidas CEO des Unternehmens. Seit Oktober 2017 ist Gschwandtner als Berater für die österreichische Bundesregierung zum Thema Digitalisierung und Innovation tätig. Am 24. September 2018 erschien seine Autobiografie So läuft Start-up im Ecowin-Verlag. Ende desselben Jahres zog sich Gschwandtner aus dem Unternehmen Runtastic zurück.

## Investmenttätigkeit
Mit dem Erlös aus dem Verkauf von Runtastic begann Gschwandtner bald in andere Start-up-Unternehmen zu investieren. Gemeinsam mit den anderen Gründern von Runtastic gründete er zu diesem Zweck die 8eyes GmbH, an der er 25 % hält. Diese hat unter anderem in die Startups Cashpresso, Hello Again, Mimo und Storyclash investiert. Zudem hält das Unternehmen Anteile an den Startup-Finanzierern Speedinvest und Startup300.
Seit der 6. Staffel, die ab Februar 2019 ausgestrahlt wurde, sitzt Florian Gschwandtner als Investor in der Fernsehsendung 2 Minuten 2 Millionen bei Puls 4. Dabei investierte er in die Unternehmen Benu (Bestattungsplanung), Helferline (Tech-Support), die Imkerei, den österreichischen Skihersteller Original+, Luke Roberts (Smarte Beleuchtung) und Instahelp (Psychologische Online-Beratung). Letztere beide Investments kamen jedoch erst nach der Aufzeichnung zustande.
Darüber hinaus ist Florian Gschwandtner Mitbegründer von tractive, einem GPS-Tracking Startup für Hunde und Katzen und ist nach eigenen Angaben Weltmarktführer.

## Veröffentlichungen
- mit Matthias G. Bernold: So läuft Start-up. Ecowin-Verlag, Salzburg/München 2018, ISBN 978-3-7110-0177-1.

## Auszeichnungen
- 2013: „Onliner des Jahres“ von Werbeplanung.at[15]
- 2015: „Mann des Jahres“ vom Wirtschaftsmagazin Trend[16]
- 2015: Gewinner des Medienzukunftpreises[17]
- 2017: Platz 75 der wichtigsten Österreicher[18]
- 2017: Oberösterreichischer Leistungspreis[19]